# Kinosaki (train)
Pour les articles homonymes, voir Kinosaki (homonymie).
Le Kinosaki (きのさき) est un train express existant au Japon et exploité par la compagnie JR West, qui roule de Kyoto à Kinosaki-Onsen sur la ligne principale San'in. Il tire son nom de l'ancien bourg de Kinosaki.

## Gares desservies
Les gares marquées d'un astérisque ne sont pas desservies par tous les trains.
| Nom des gares  |
| -------------- |
| Kyoto          |
| Nijō           |
| Kameoka        |
| Sonobe         |
| Hiyoshi*       |
| Ayabe          |
| Fukuchiyama    |
| Wadayama       |
| Yōka           |
| Ebara          |
| Toyooka        |
| Kinosaki-Onsen |

## Matériel roulant
Les modèles utilisés sur ce service sont :

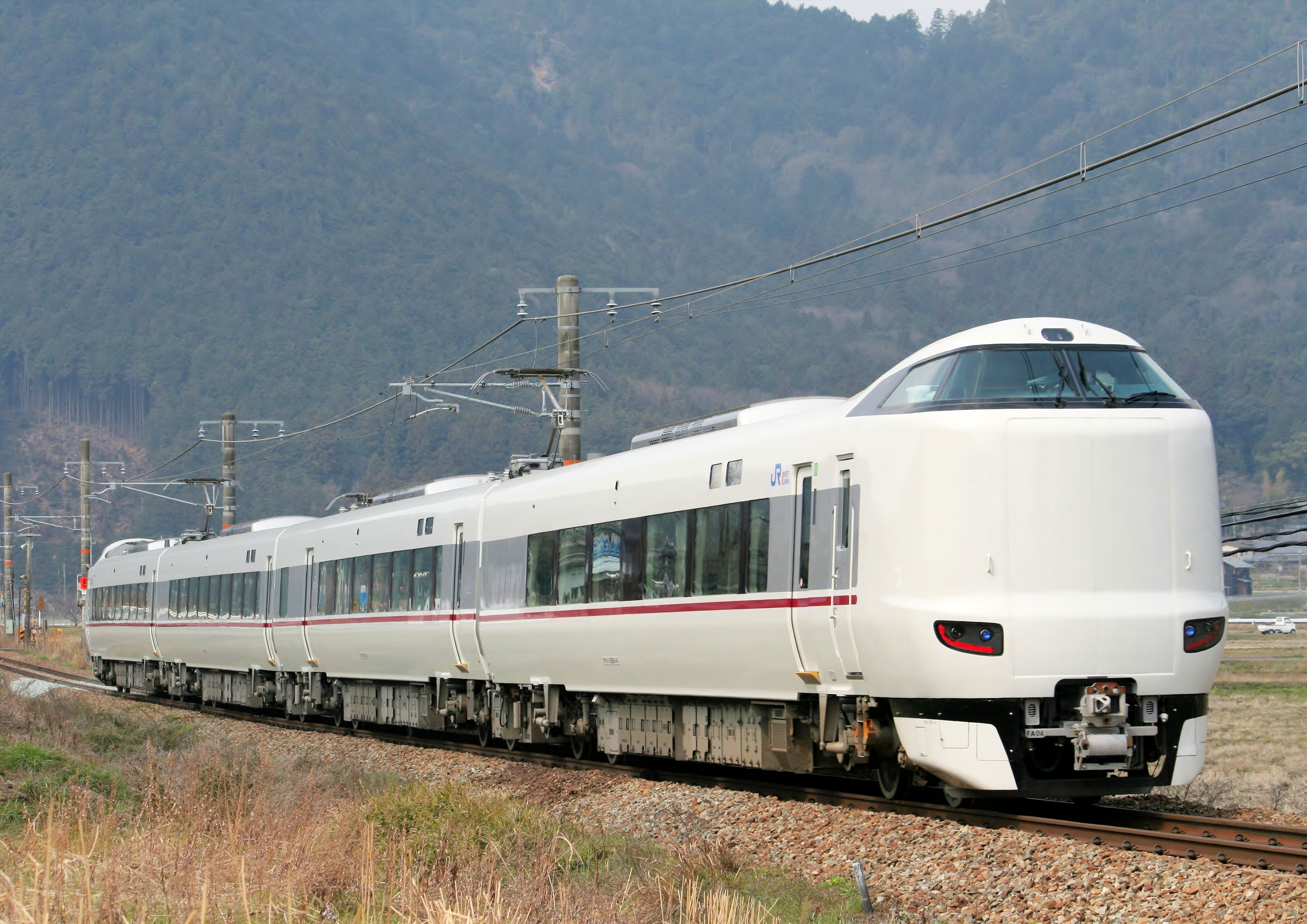
Série 287
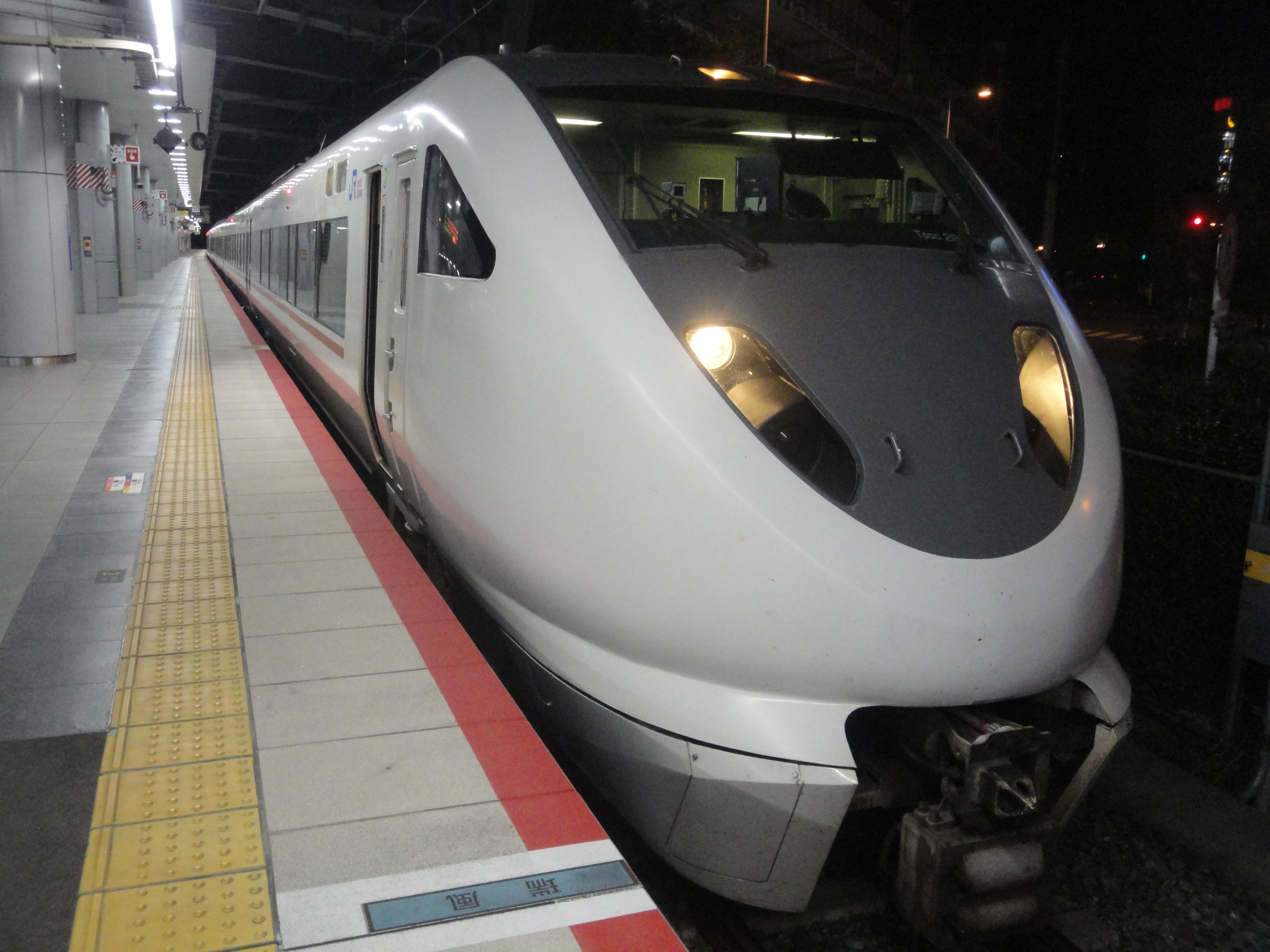
Série 289

Les modèles suivants ne sont plus utilisés sur ce service :

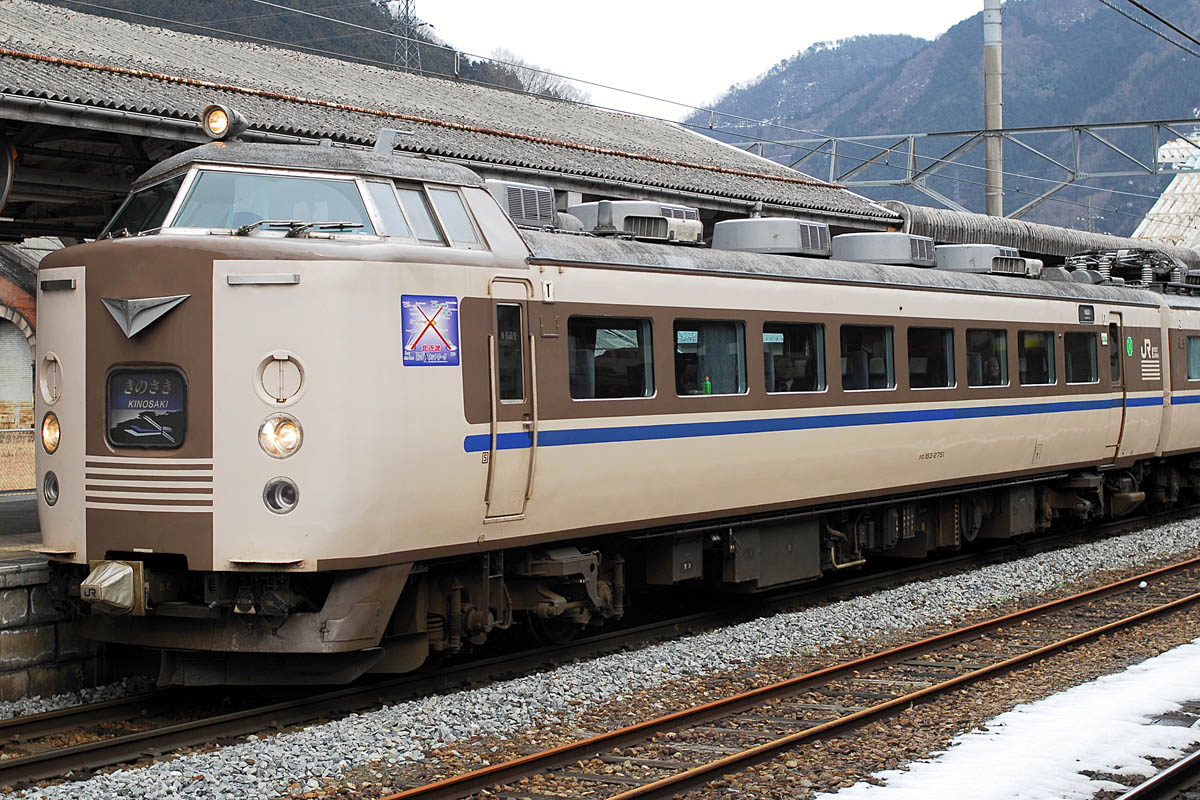
Série 183
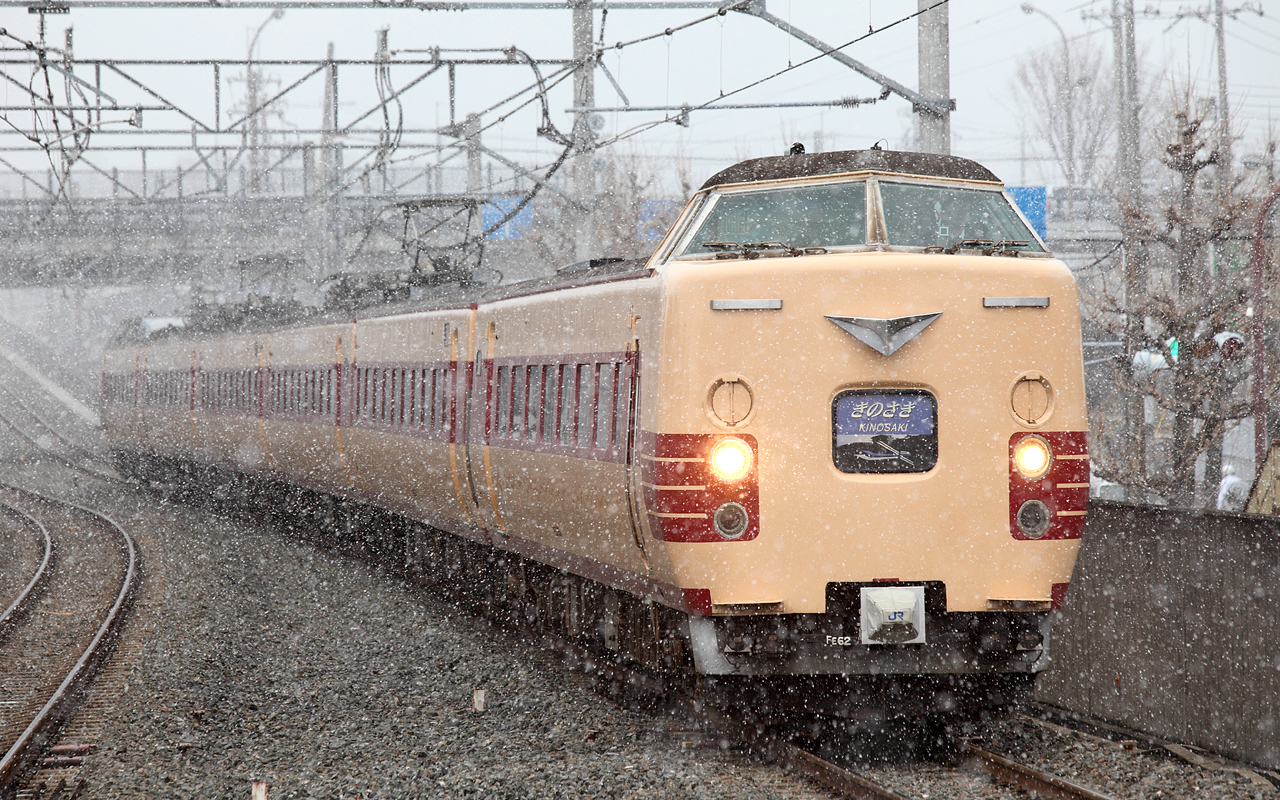
Série 381

## Composition des rames
Tous les trains sont complètement non fumeurs.
- Séries 287 et 289 :

| N° de voiture | 1     | 1       | 2       | 3       | 4       |
| Agencement    | Green | Réservé | Réservé | Réservé | Réservé |